# 城山町 (神奈川県)
城山町（しろやままち）は、神奈川県の北西部、津久井郡に属していた町。
2007年3月11日に相模原市に編入されて住所表示は相模原市城山町（しろやまちょう）となり、相模原市城山町地域自治区を構成する。相模原市が2010年4月1日に政令指定都市に移行するとともに同市緑区の一部となり、前日の3月31日に地域自治区は廃止された。

## 概要
古くは相模川の水運で栄えた町であるが、現在は東京都心から45kmほど、横浜市の中心部からは35kmほどのところにあるという地の利から、合併以前からベッドタウンとして旧相模原市域から連続した市街地を形成している。
相模川が城山ダムで堰き止められてできた津久井湖や、本沢ダムのダム湖（城山湖）があることで知られる。
津久井郡4町の相模原市への合併の過程で、1年弱の間相模原市の本体と飛地に挟まれた町となったが、相模原市への編入合併をしたことにより相模原市本体よりも面積が大きかった飛地が消滅した。

## 地理
相模原台地が関東山地に代わろうとする所にある。
町の南部は関東山地の一角をなす丹沢山塊の北東端であり、町の北西部は高尾山に連なる山や丘陵が広がっている。その間を縫うように町の中央部を相模川が南北に流れている。町の東部は相模原台地の北西端を占め、東隣の旧相模原市域の橋本地区および大沢地区に続く。北部境界の大部分は境川であり、東京都町田市北西部の堺地区に隣接する。
相模川は町の西部に建設された城山ダムによって堰き止められて津久井湖となり、隣接する旧津久井町（現・相模原市）の側に続いている。境川支流の本沢最上流部の谷戸には本沢ダムが設置され、津久井湖からくみ上げられた水が貯められている。
- 山：小倉山
- 河川：相模川、谷津川、串川、下倉川、藤木川、下河原川、境川
- 湖沼：津久井湖、城山湖
- ダム：城山ダム、本沢ダム

## 歴史
- 1965年 - 津久井湖、城山湖、城山ダムおよび本沢ダム完成。

### 行政区域の変遷
- 1889年4月1日 - 神奈川県津久井郡に川尻村、湘南村および三沢村（三井村+中沢村）が成立。

- 1955年4月1日 - 川尻村、湘南村および三沢村字中沢が合併し、城山町となる。
- 2007年3月11日 - 藤野町と共に相模原市へ編入され、地域自治区が2010年3月31日まで設置。
- 2010年4月1日 - 相模原市が政令指定都市に移行し、城山地域の行政区は緑区となり、住所から「城山町」の表記が外れる。（相模原市城山町○○→相模原市緑区○○）

## 行政
- 2003年12月 - 城山町長の在任の期数に関する条例が施行される。町長が連続して3期務めないことを求める努力規定が盛り込まれている。

### 行政機構
- 町長
  - 収入役
    - 出納課

  - 助役
    - 総務部
      - 政策秘書課
      - 総務課
      - 財務課
      - 税務課
      - 収納課

    - 民生環境部
      - 町民課
      - 環境防災課
      - 保険推進課
      - 福祉推進課
      - 高齢者福祉課

    - 建設経済部
      - 都市計画課
      - 都市整備課
      - 施設管理課
      - 経済課

  - 固定資産評価審査委員

### 広域行政
- 津久井郡広域行政組合 - ゴミや屎尿の処理・消防や救急医療などの一般事務を分掌していた一部事務組合。2006年3月19日解散。
- 相模湖モーターボート競走組合 - 平和島競艇を主催する収益事業を分掌していた一部事務組合。2005年3月31日解散。

## 立法

### 町議会

#### 会派の構成
| 会派名           | 議席数 | 代表者     |
| ---------------- | ------ | ---------- |
| フォース・フォー | 2      | 井上清     |
| しろやま         | 3      | 菊地原一朗 |
| 公明党           | 2      | 栄裕明     |
| 城山みらい       | 1      | 米山敦子   |
| 日本共産党       | 2      | 松本三望   |
| 町政クラブ       | 4      | 森居代志巳 |

#### 町議会の組織
- 議会運営委員会
- 常任委員会
  - 総務
  - 文教民生
  - 建設経済
- 特別委員会
  - 市町村合併調査
  - 「役場庁舎事務室連続無断侵入」及び「下水道使用料徴収問題」検査

## 地域

### 教育
小学校
- 城山町立川尻小学校
- 城山町立広陵小学校
- 城山町立湘南小学校
- 城山町立広田小学校

中学校
- 城山町立相模丘中学校
- 城山町立中沢中学校

高等学校
- 神奈川県立城山高等学校

## 交通

### バス路線
- 神奈川中央交通・津久井神奈交バス
  - 神奈川中央交通相模原営業所城山操車所（旧津久井営業所城山操車所）

### 道路
一般国道
- 国道413号

都道府県道
- 主要地方道
  - 神奈川県道48号鍛冶谷相模原線
- 一般県道
  - 神奈川県道506号八王子城山線
  - 神奈川県道508号厚木城山線
  - 神奈川県道510号長竹川尻線
  - 神奈川県道513号鳥屋川尻線

## 名所・旧跡・観光スポット・祭事・催事
- 城山かたくりの里

## 出身有名人
- 加藤武雄（小説家）
- 関口愛美 - 女優・歌手・ロンリーデジタルパフォーマー